# Clarence-Rockland
Clarence-Rockland es una ciudad canadiense situada en la provincia de Ontario.

## Superficie
Clarence-Rockland tiene una superficie de 297,47 km².

## Demografía
En 2021, tenía 26 505 habitantes, una densidad poblacional de 89,1 hab./km², y 10 316 viviendas.